# Aeroportul Kimberley
Aeroportul Kimberley (IATA: KIM, ICAO: FAKM) este un aeroport din Kimberley, Sol Plaatje Local Municipality⁠(d), Frances Baard District Municipality⁠(d), Provincia Northern Cape, Africa de Sud ce deservește zona Kimberley. Aeroportul a fost tranzitat în decembrie 2022 de 9.697 de pasageri.
Situat la o altitudine de 1.203 m, aeroportul dispune de o singură pistă. Este operat de Airports Company South Africa⁠(d).